# Singapurische Badmintonmeisterschaft 2003/04
Die Singapurische Badmintonmeisterschaft 2003/04 fand im März 2004 statt. 

## Medaillengewinner
| Disziplin    | Gold                                     | Silber                                | Bronze                                   |
| ------------ | ---------------------------------------- | ------------------------------------- | ---------------------------------------- |
| Herreneinzel | Ronald Susilo                            | Lee Yen Hui Kendrick                  | Gerald Ho Hee Teck                       |
| Herreneinzel | Ronald Susilo                            | Lee Yen Hui Kendrick                  | Chew Swee Hau                            |
| Dameneinzel  | Colleen Goh Li En                        | Vanessa Neo Yu Yan                    | Tan Wei Oi                               |
| Dameneinzel  | Colleen Goh Li En                        | Vanessa Neo Yu Yan                    | Tiffany Chen Zi Hui                      |
| Herrendoppel | Gerald Ho Hee Teck Lee Yen Hui Kendrick  | Khoo Kian Teck Ronald Susilo          | Khoo Kian Eng Chua Yong Joo              |
| Herrendoppel | Gerald Ho Hee Teck Lee Yen Hui Kendrick  | Khoo Kian Teck Ronald Susilo          | Patrick Lau Kim Pong Jack Hee Lic Kai    |
| Damendoppel  | Vanessa Neo Yu Yan Kimberley Lau May Yee | Foo Shui Jen Tan Siew Lian            | Colleen Goh Li En Karen Yuen Ka Ying     |
| Damendoppel  | Vanessa Neo Yu Yan Kimberley Lau May Yee | Foo Shui Jen Tan Siew Lian            | Tan Wei Qi Tan Yan Min                   |
| Mixed        | Ronald Susilo Xiao Luxi                  | Jack Hee Lic Kai Tricia Tan Zhao Xuan | Lee Yen Hui Kendrick Clara Lee Meng Ying |
| Mixed        | Ronald Susilo Xiao Luxi                  | Jack Hee Lic Kai Tricia Tan Zhao Xuan | Robert Lim Teck Heng Shang Fumei         |